# Монітори типу «Канонікус»

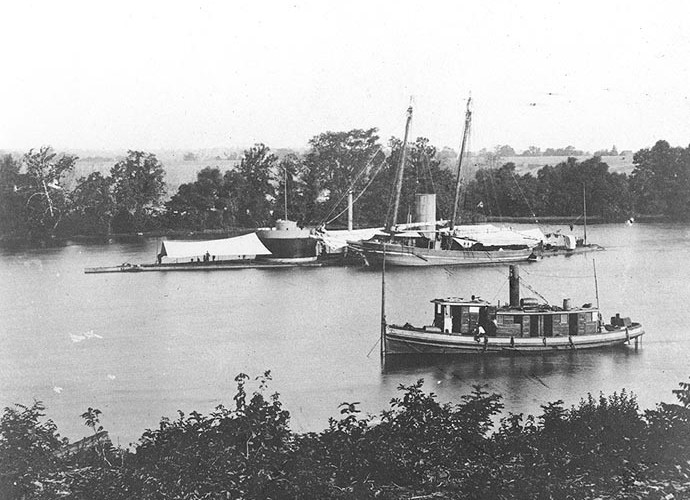
USS Canonicus, імовірно на річці Джеймс, 1864 або 1865 рік.

Монітори типу «Канонікус» (Canonicus-class monitor) — дев'ять однотипних моніторів, закладених для ВМС Союзу під час Громадянської війни в Америці. Вони застосовувались під час цього конфлікту, у Тихоокеанській війні (у складі ВМС Перу, які придбали два кораблі цього типу, «Онеота» та «Катаба»), а також Іспано-американській війні. Два монітори так ніколи і не були введені у стрій.
Вони були в основному вдосконаленою версією типу «Пассейк», модифіковані відповідно до військового досвіду. Чотири кораблі, що не були введені в експлуатацію під час війни, були побудовані на річці Огайо, три — у Цинциннаті та «Магопак» аж у Піттсбурзі.
«Текумсе» був потоплений у Мобіл-бей морською міною, що вибухнула під баштою та потонув за 20-30 секунд. «Канонікус», останній уцілілий з типу, був розібраний на метал 1907.

## Оцінка проекту
Фактично продукт еволюційного розвитку «Пассейків», монітори типу «Канонікус» органічно завершували лінію еволюції прибережних моніторів Ерікксона. В їх конструкції виправлено низку недоліків попередників, таких як незахищена основа башти чи парова труба.
Водночас, сподівання, що ці монітори стануть морехідними бойовими кораблями, не справдились. Більш обтічний корпус дещо підвищив їх швидкість, втім вести бій у відкритому морі вони не могли. Побудовані за умов воєнного часу аби задовольнити нагальні потреби флоту, кораблі типу «Канонікус» зберегли шарувату броню замість суцільних плит, що ослаблювало їх захист.